# 高速マリン・トランスポート
高速マリン・トランスポート株式会社（こうそくマリン・トランスポート）は、防衛省のPFI事業「民間船舶の運航・管理事業」の実施主体として2016年2月19日に設立された特別目的会社（SPC）。
双日、日本通運、リベラ、津軽海峡フェリー、東洋マリーンサービス、新日本海フェリー、ジャパン・マリタイム・トランスポート、ゆたかシッピングの8社が同事業に入札するにあたって設立した。「ナッチャンWorld」と「はくおう」の2隻の高速フェリーを保有し、自衛隊および在日米軍の輸送業務（訓練や災害派遣の輸送）を請け負う他、一般向けのクルーズなど観光船としても運航する。登記上の本社住所は双日東京本社が入居する飯野ビルディングであり、独自のオフィスは無く営業担当者が数名いるだけである。

## 設立の経緯
自衛隊が保有している外洋航海が可能な揚陸艦は、2020年現在、おおすみ型輸送艦3隻、輸送艇1号型2隻の計5隻のみであり、1961年にアメリカから供与されたLST-1級戦車揚陸艦であるおおすみ型輸送艦から始まった海上自衛隊の輸送艦部隊は、海外派兵能力が付与されていないなど自衛隊の脅威を周辺諸国へ与えない政治的配慮がされた非常に能力が限定されたものであった。
1990年以降、国際協力での自衛隊海外派遣や相次ぐ自然災害への災害派遣など稼働率が高いにもかかわらず増強計画は後回しであったため、いずも型護衛艦に多目的能力を持たせている。
2011年3月11日の東日本大震災の際には、「しもきた」および「くにさき」は定期検査のためドック入り、「おおすみ」は海外共同訓練のためインドネシアに向けて航海中であり、いずれも即応できる状態ではなかった。このため、おおすみは訓練を中止して引き返させた他、くにさきは工事を切り上げて深夜に東北沖へ向け出港させているが、しもきたは4月1日までドックを出ることが出来なかった。
この他、尖閣諸島を含めた南西諸島有事への対応や、在日米軍の輸送任務も想定して、防衛省では2014年以降、新日本海フェリー所有の「はくおう」と津軽海峡フェリー所有の「ナッチャンWorld」を借り上げることで、有事の際に自衛隊の要請から72時間以内に出航可能な体制を確立した。
しかし民間の乗組員が所属する全日本海員組合の意向により運航が左右されることから、有事の輸送を民間の協力に頼るのではなく、防衛省自身のPFI事業として実施する方針が定められ、2016年2月19日に高速マリン・トランスポートが設立された。設立にあたって従来使用していた「ナッチャンWorld」（防衛省では1号船舶と呼称）と「はくおう」（同2号船舶）を2隻合計250億円で買い上げたうえ、自衛隊専用として各種改修を施した。乗組員は民間船員を予備自衛官として運航する案もあったが、「民間人の動員」として反対があったため、有事の際には自衛官を充当することで対応した。
なお、高速マリントランスポート設立直前である2016年2月に発生した北朝鮮による弾道ミサイル発射実験において、全日本海員組合はミサイルの飛行経路にあたる石垣島へのパトリオットミサイル配備輸送要請(往路2月7日)を有事協力として拒否、防衛省は他社の定期航路を利用した輸送のみ協力という形だけで対応した。2月10日に予定された復路輸送についても交渉が決裂し2月15日に新日本海フェリー側に運行の断念させた事案が発生している。
なお、本事業（Ⅰ期大型旅客船事業）の契約期間は2016年3月11日から2025年12月31日までとなっており、次期（Ⅱ期大型旅客船事業）契約については「高速マリン・トランスポート２株式会社」が新たに設立され、受注している。

## 実運用
2016年4月に発生した熊本地震の際には、「はくおう」を利用して熊本県八代港への陸上自衛隊の災害派遣が行われた。5月下旬まで被災者向けホテルシップとして利用されたが、元が民間のフェリーで大浴場やレストランを備えるなど居住性に優れていたため被災者からは好評であった。
2020年の新型コロナウイルス感染症への対応では「はくおう」が、チャーター機で武漢から退避した民間人の一時隔離施設として検討・実施されたほか、横浜港にて客船ダイヤモンド・プリンセスにおける集団感染に対しての支援拠点として用いられた。
2024年1月発生の能登半島地震では、はくおうが石川県七尾港に入港して被災地への緊急物資輸送を実施、14日からは船内に於いて被災地住民への入浴支援、洗濯支援、船室内ベッドでの一時休息等にも使用される。
「ナッチャンWorld」は函館港、「はくおう」は相生港を母港としており、平時は一般向けクルーズで運航されるなど、民間で利用することも可能である。

## 事業管理分担
| 社名                                 | 担当業務           | 担当船舶        |
| ------------------------------------ | ------------------ | --------------- |
| 双日                                 | 全般管理（財務等） |                 |
| 日本通運                             | 全般管理（調整等） |                 |
| 津軽海峡フェリー                     | 船舶改修等         | ナッチャンWorld |
| リベラ                               | 船舶維持管理       | ナッチャンWorld |
| 東洋マリーンサービス                 | 船員雇用・運航     | ナッチャンWorld |
| 新日本海フェリー                     | 船舶改修等         | はくおう        |
| ジャパン・マリタイム・トランスポート | 船舶維持管理       | はくおう        |
| ゆたかシッピング                     | 船員雇用・運航     | はくおう        |